# Urolophus kaianus
Urolophus kaianus  (лат.) — вид рода уролофов семейства короткохвостых хвостоколов отряда хвостоколообразных. Известен всего по двум неполовозрелым особям, пойманным у островов Кай, Индонезия, на глубине до 236 м. Грудные плавники этих скатов образуют ромбовидный диск, ширина которого превышает длину. Дорсальная поверхность диска окрашена в коричневый цвет, верхняя часть глазного яблока чёрная. Между ноздрями имеется прямоугольная складка кожи. Короткий хвост оканчивается листовидным хвостовым плавником. Спинной плавник отсутствует. В средней части хвостового стебля расположен зазубренный шип. Максимальная зарегистрированная длина 23 см. Вероятно, размножается яйцеживорождением. Не является объектом целевого лова.

## Таксономия
Впервые вид был научно описан британским зоологом Альбертом Гюнтером в 1880 году на основании двух особей, пойманных  исследовательским судном «HMS Challenger» у островов Кай. Изначально был отнесён к роду тригоноптер. Вид назван по месту обнаружения.  

## Ареал
Две единственные известные до настоящего времени особи Urolophus kaianus были пойманы у островов Кай на глубине 236 м. Вероятно, у этих скатов очень ограниченный ареал.

## Описание
Широкие грудные плавники этих скатов сливаются с головой и образуют ромбовидный диск, ширина которого намного превышает длину. «Крылья» закруглены, передний край диска выгнут, заострённое мясистое рыло образует тупой угол и не выступает за края диска. Позади глаз расположены брызгальца в виде запятых. Между ноздрями пролегает кожаный лоскут с мелкобахромчатым нижним краем, углы которого образуют небольшие лопасти. Мелкие зубы имеют овальное основание. На вентральной стороне диска расположено 5 пар коротких жаберных щелей. Небольшие брюшные плавники закруглены. Хвост немного короче диска. По обе стороны хвостового стебля пролегают складки кожи.  Хвост сужается и переходит в листовидный хвостовой плавник. На дорсальной поверхности хвоста в центральной части расположен зазубренный шип. Спинные плавники отсутствуют. Кожа лишена чешуи. Максимальная зарегистрированная длина 23 см. Окраска желтовато- коричневого цвета, верхняя часть глазных яблок чёрная.

## Биология
Подобно прочим хвостоколообразным эти скаты, вероятно, размножаются яйцеживорождением. Численность помёте невелика. 

## Взаимодействие с человеком
В ареале этих скатов интенсивный глубоководный промысел отсутствует. Данных для оценки Международным союзом охраны природы статуса сохранности вида недостаточно. 